# Clase Independence (1942)
La clase Independence fueron nueve portaaviones ligeros de construcción estadounidenses, que prestaron servicio de 1943 a 1988 en las marinas de Estados Unidos, España y Francia.

## Diseño

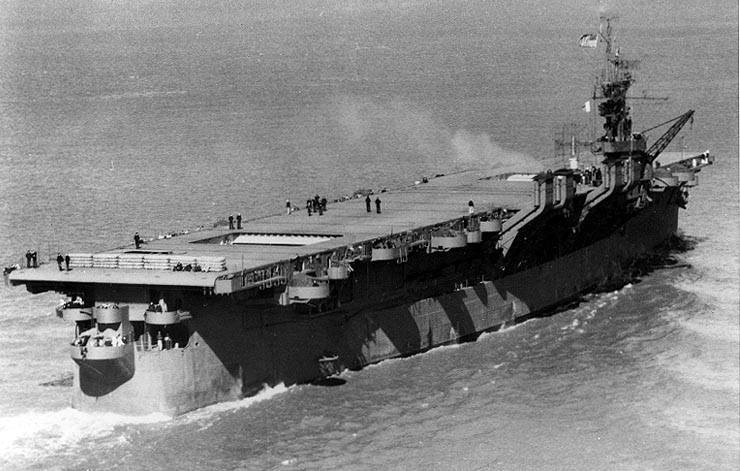
USS Princeton

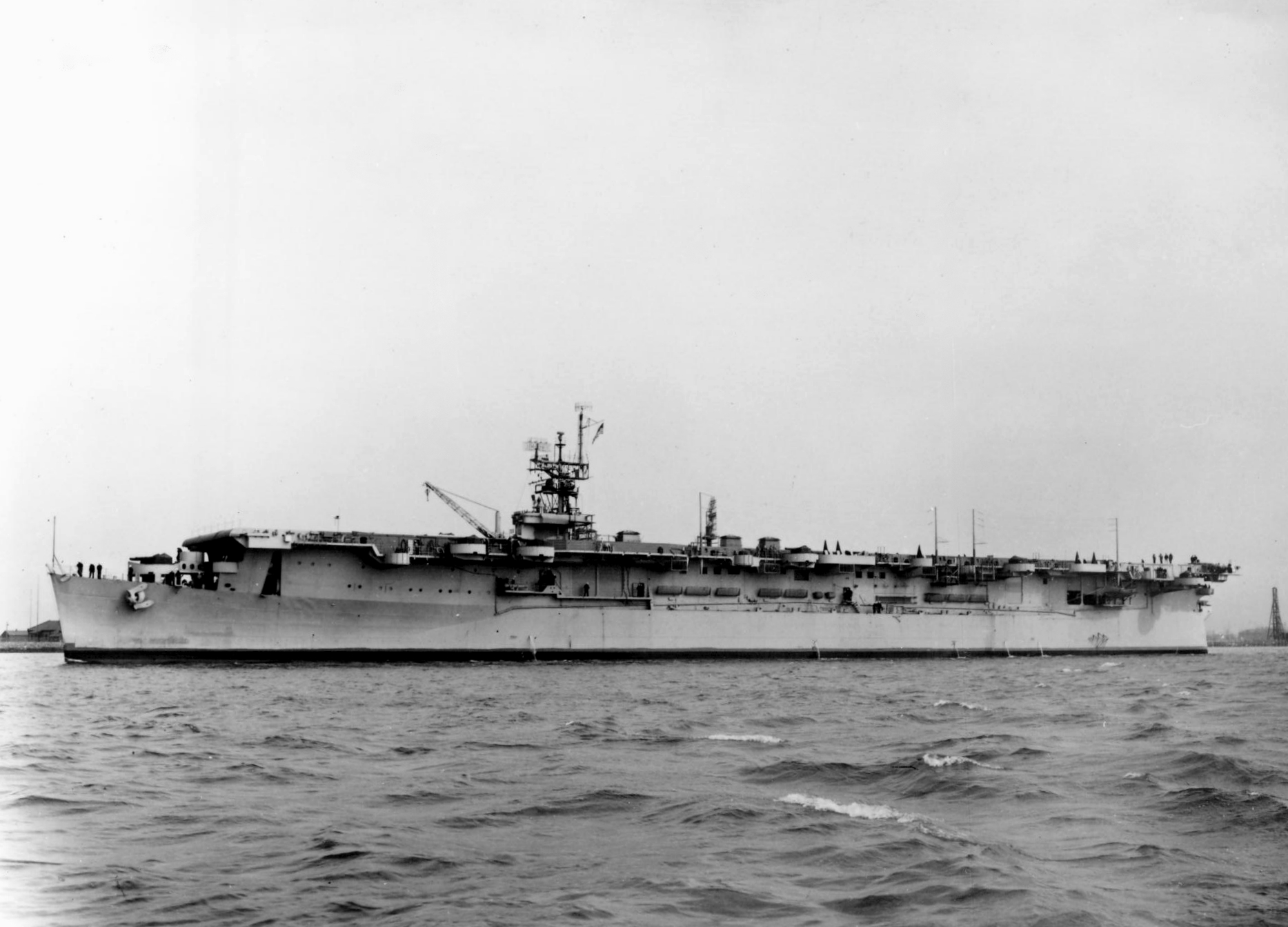
USS Belleau Wood

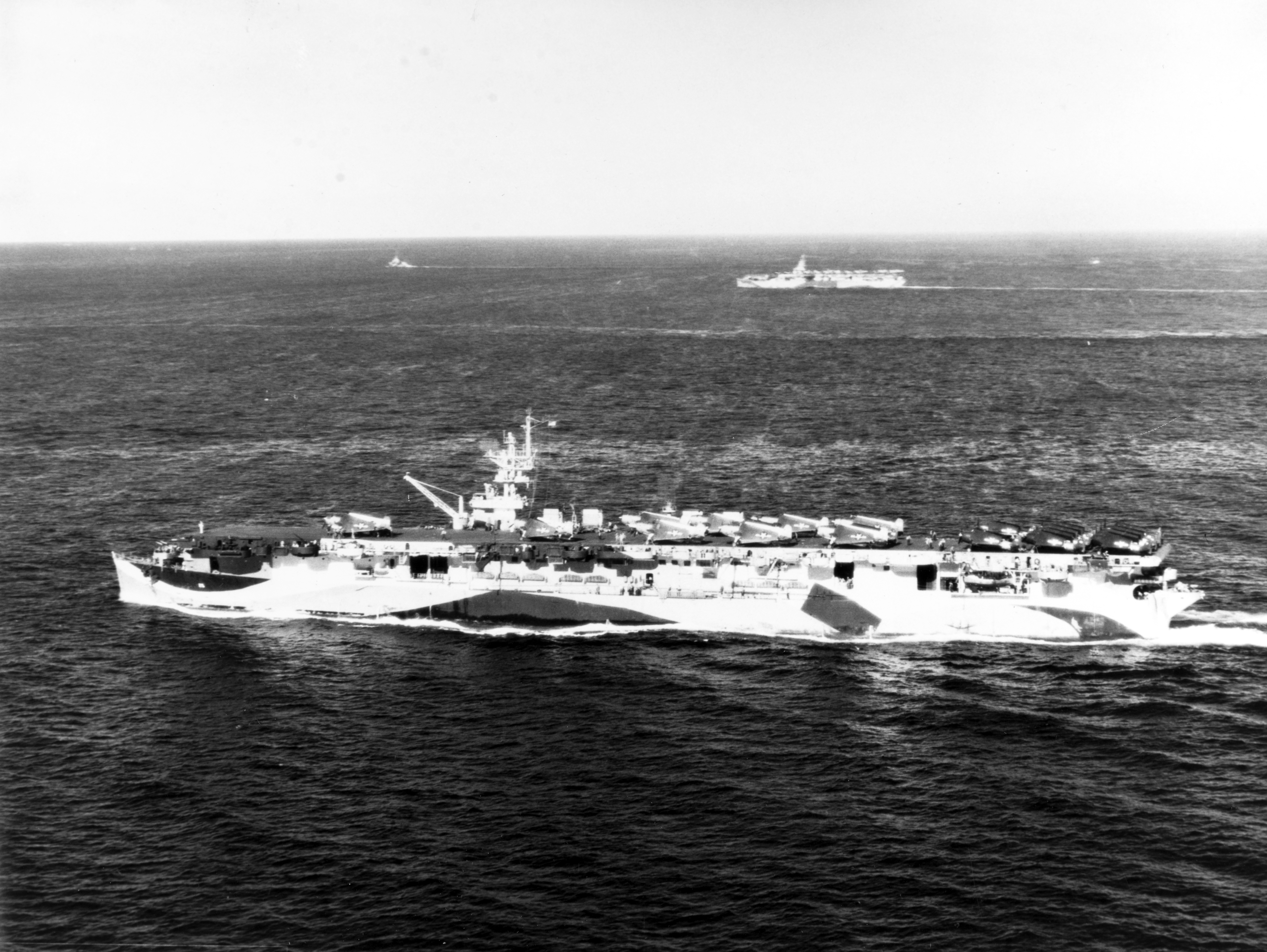
USS Cowpens

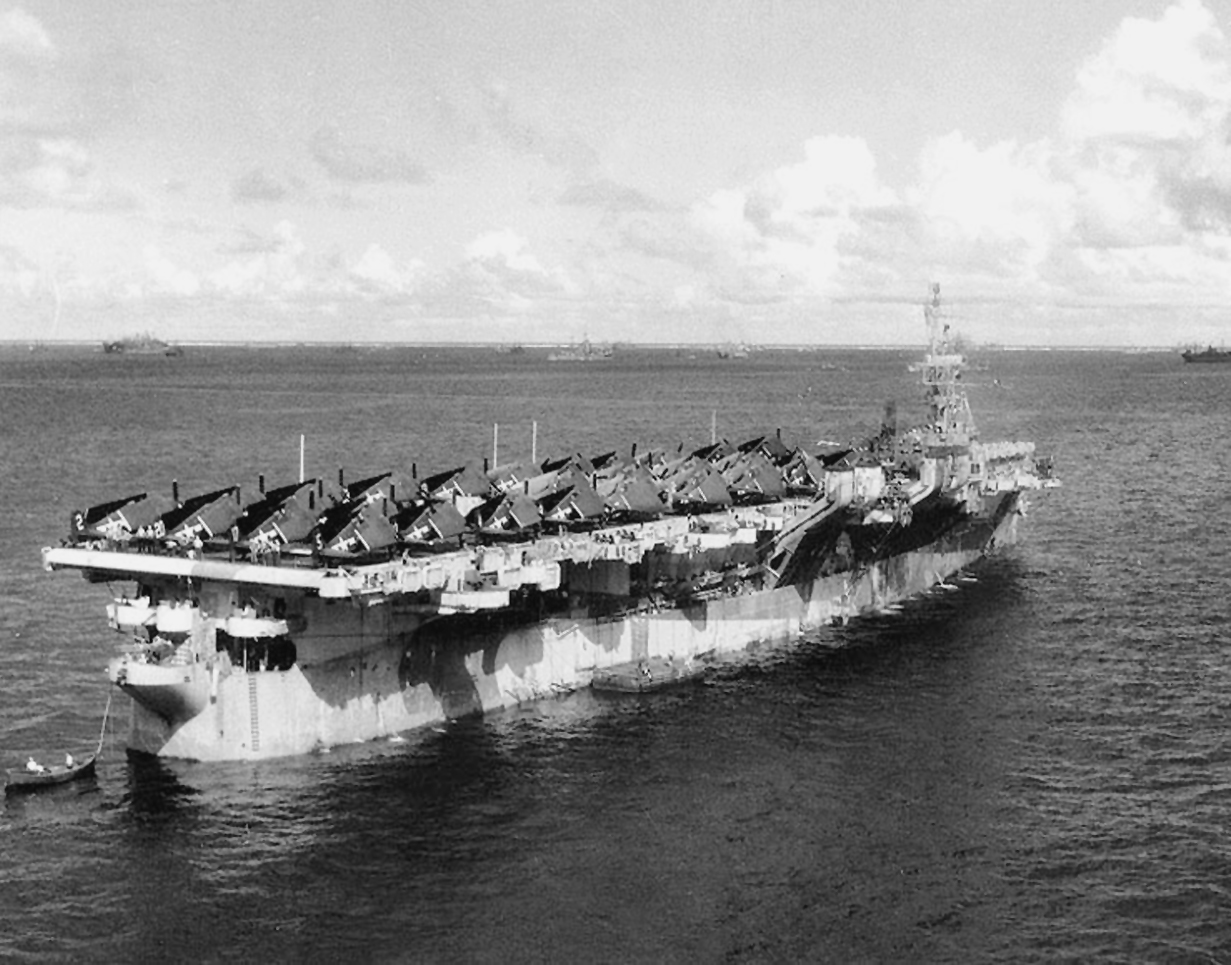
USS Monterey

Adaptado del diseño de los cruceros ligeros clase Cleveland, esta clase de barco fue el resultado del interés del presidente Franklin D. Roosevelt en el poder aéreo naval. Con la guerra que se avecinaba, Roosevelt, exsubsecretario de la Marina, señaló que no se esperaba que se completaran nuevos portaaviones de la flota antes de 1944. Propuso convertir algunos de los muchos cruceros que se estaban construyendo en portaaviones. Los estudios de portaaviones de tamaño crucero habían demostrado que el tipo tenía serias limitaciones, y el 13 de octubre de 1941, la Junta General de la Armada de los Estados Unidos respondió que tal conversión mostraba demasiados compromisos para ser efectiva.
Sin inmutarse, el presidente Roosevelt ordenó otro estudio. El 25 de octubre de 1941, la Oficina de Naves de la Armada informó que los portaaviones convertidos a partir de cascos de crucero tendrían una capacidad menor, pero estarían disponibles mucho antes. Después del ataque a Pearl Harbor en diciembre de 1941, la necesidad de más portaaviones se hizo urgente. La Marina aceleró la construcción de los portaaviones de clase Essex de 34.000 toneladas, pero estos grandes barcos no pudieron terminarse rápidamente. Los cruceros ligeros clase Cleveland que estaban entonces en construcción fueron adoptados para este propósito.
Los planes desarrollados para esta conversión se mostraron mucho más prometedores de lo esperado. Nueve cruceros ligeros fueron reordenados como portaaviones en la primera mitad de 1942. El diseño de la clase Independence tenía una cubierta de vuelo y un hangar relativamente cortos y estrechos, con una pequeña superestructura de isla. El hangar, la cubierta de vuelo y la isla representaron un aumento significativo en el peso de la parte superior del barco. Para compensar esto, se agregaron ampollas al casco original del crucero, lo que aumentó la manga original en 5 pies (1,5 m). Los barcos de esta clase llevaban un pequeño grupo aéreo, solo unos 30 aviones. Originalmente se configuró para constar de nueve cazas, nueve bombarderos exploradores y nueve bombarderos torpederos, pero luego revisado a unas dos docenas de cazas y nueve bombarderos torpederos.

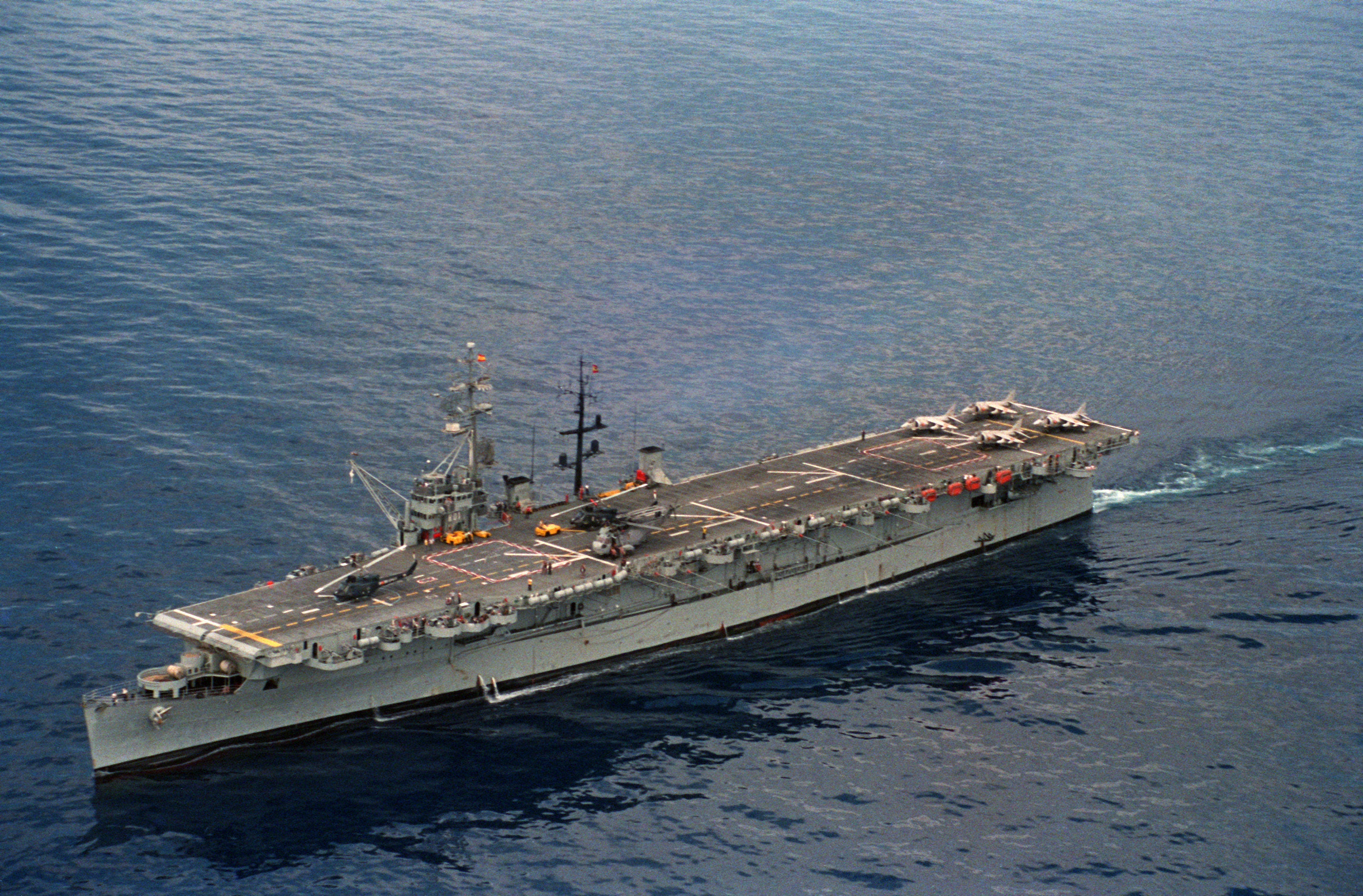
El USS Cabot se entregaría a la Armada Española en 1967 y se convirtió en el Dédalo (R-01).

Estos eran barcos de capacidad limitada, cuya principal virtud era la disponibilidad a corto plazo. Su tamaño limitado provocó dificultades de navegación en los muchos tifones del Pacífico, y sus pequeñas cubiertas de vuelo provocaron una alta tasa de accidentes aéreos. Sin embargo, al estar basados en un crucero ligero, eran barcos rápidos, mucho más rápidos que los portaaviones de escolta de la clase Casablanca. El casco y la ingeniería del crucero les permitieron la velocidad necesaria para operar con los principales grupos de trabajo de portaaviones de la flota. Sus nombres siguieron la política de la Marina de los EE. UU. de nombrar a los portaaviones en honor a barcos históricos de la armada (Independence) o batallas históricas (Cowpens).

## Historial de servicio

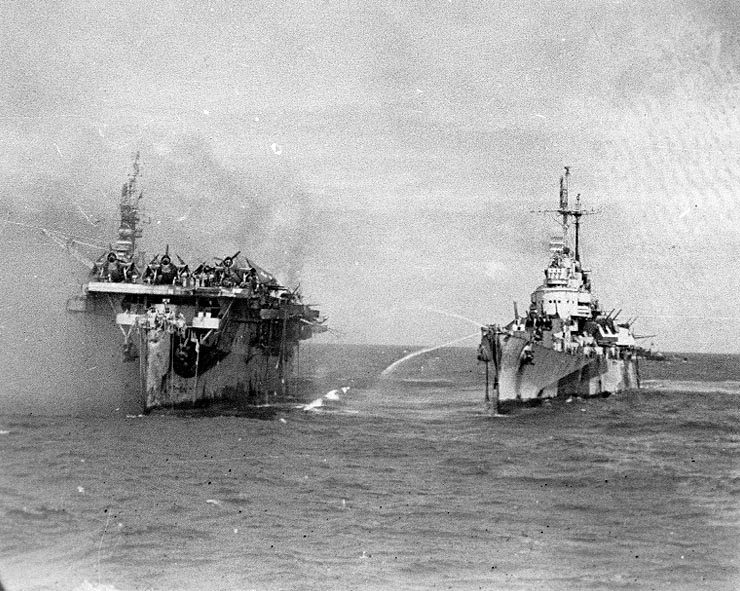
El crucero ' intenta combatir los incendios provocados en el Princeton tras ser atacado en la Batalla del Mar de Filipinas

Completados en el curso de 1943, y entrando en servicio con los primeros ocho portaaviones de la clase Essex, los nueve barcos de la clase Independence constituyeron un componente vital de la Fuerza de Tarea de Portaaviones Rápidos (Fast Carrier Task Force), que llevó la ofensiva de la Marina a través del centro y el oeste. Pacífico desde noviembre de 1943 hasta agosto de 1945. Ocho de estos portaaviones participaron en la Batalla del Mar de Filipinas en junio de 1944, que terminó efectivamente con el poder aéreo de los portaaviones de Japón. 
Los portaaviones ligeros proporcionaron el 40 por ciento de los cazas del Fast Carrier Task Force y el 36 por ciento de los torpederos. La protección de estos portaaviones era modesta y, a menudo, las municiones tenían que almacenarse a nivel del hangar, un factor que contribuyó en gran medida a la pérdida del Princeton en octubre de 1944.

## Barcos de la claseIndependence
| Buque                     | Astillero             | Botado                   | Asignado                | Baja                                                                   | Destino                                                           |
| ------------------------- | --------------------- | ------------------------ | ----------------------- | ---------------------------------------------------------------------- | ----------------------------------------------------------------- |
| USS Independence (CVL-22) | New York Shipbuilding | 22 de agosto de 1942     | 14 de enero de 1943     | 28 de agosto de 1946                                                   | Hundido como blanco en 1951                                       |
| USS Princeton (CVL-23)    | New York Shipbuilding | 18 de octubre de 1942    | 25 de febrero de 1943   | 25 de octubre de 1944                                                  | Hundido en el estrecho de San Bernardino el 24 de octubre de 1944 |
| USS Belleau Wood (CVL-24) | New York Shipbuilging | 6 de diciembre de 1942   | 31 de marzo de 1943     | 13 de enero de 1947 (Estados Unidos) 12 de diciembre de 1960 (Francia) | Vendido a Francia como el Bois Belleau. Desguazado en 1961        |
| USS Cowpens (CVL-25)      | New York Shipbuilding | 17 de enero de 1943      | 28 de mayo de 1943      | 13 de enero de 1947                                                    | Desguazado en 1959                                                |
| USS Monterey (CVL-26)     | New York Shipbuilding | 28 de febrero de 1943    | 17 de junio de 1943     | 16 de enero de 1956                                                    | Desguazado en 1971                                                |
| USS Langley (CVL-27)      | New York Shipbuilding | 22 de mayo de 1943       | 11 de agosto de 1943    | 11 de febrero de 1947 (Estados Unidos) 10 de marzo de 1963 (Francia)   | Vendido a Francia como el La Fayette. Desguazado en 1964          |
| USS Cabot (CVL-28)        | New York Shipbuilding | 4 de abril de 1943       | 24 de julio de 1943     | 21 de enero de 1955 (Estados Unidos) agosto de 1989 (España)           | Vendido a España como el Dédalo. Desguazado en 2002               |
| USS Bataan (CVL-29)       | New York Shipbuilding | 1 de agosto de 1943      | 17 de noviembre de 1943 | 9 de abril de 1954                                                     | Desguazado en 1961                                                |
| USS San Jacinto (CVL-30)  | New York Shipbuilding | 26 de septiembre de 1943 | 15 de noviembre de 1943 | 1 de marzo de 1947                                                     | Desguazado en 1971                                                |